# Зидентопф, Генри Фридрих
Генри Фридрих Вильгельм Зидентопф (1872—1940) — немецкий физик.
В 1896 г. получил степень доктора философии в Гёттингенском университете. С 1899 г. работал в оптических мастерских Цейсса (в 1907—1938 гг. — директор лаборатории микроскопии), с 1918 г. — также профессор Йенского университета.
Научные исследования посвящены главным образом микроскопии. Совместно с Р.Зигмонди изобрёл в 1903 г. щелевой ультрамикроскоп. Сконструировал капиллярный микроскоп. Является пионером ультрамикроскопии и микрофотографии.
В его честь назван кратер на Луне.